# Маэл Котайд мак Маэл Умай

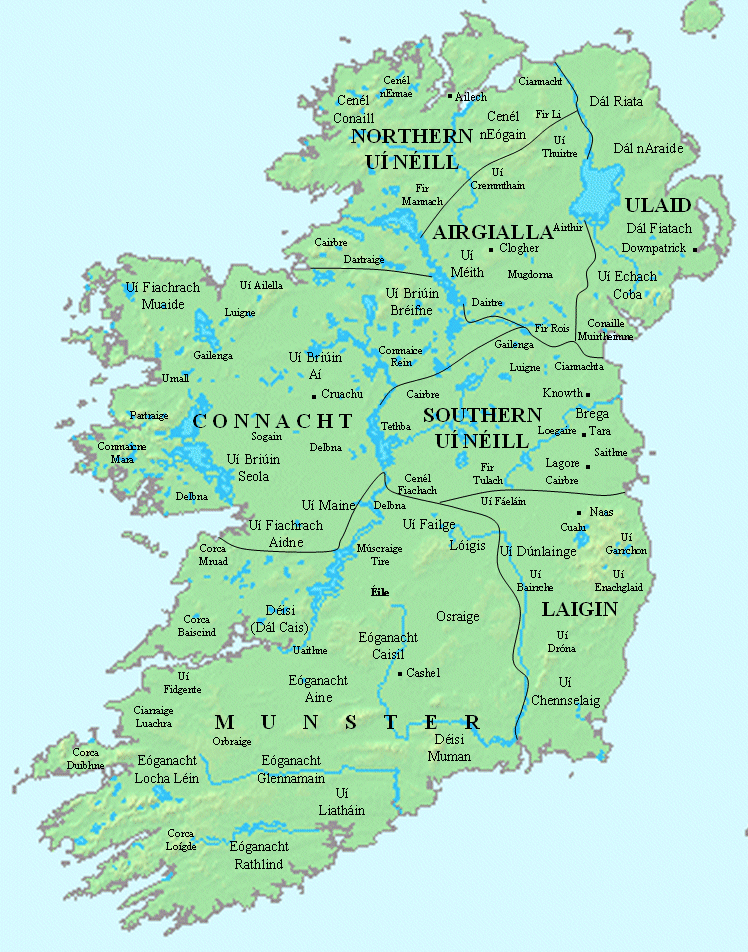
Ирландия в Раннее Средневековье

Маэл Котайд мак Маэл Умай (Маэл Фотайд мак Маэл Умай; др.‑ирл. Máel Cothaid mac Máele Umai, Máel Fothaid mac Máele Umae; умер не ранее 603) — возможно, король Коннахта (600-е годы) из рода Уи Фиахрах.

## Биография
Согласно средневековым генеалогиям, Маэл Котайд принадлежал к септу Фир Хера, одной из частей коннахтского рода Уи Фиахрах. Он был сыном Маэл Умая и внуком Ферадаха мак Росы. Его родиной был форт Ратмулка — стратегически важная крепость вблизи устья Моя.
В списке коннахтских монархов, сохранившемся в «Лейнстерской книге», дед Маэл Котайда мак Маэл Умая указан как преемник скончавшегося в 556 году Эху Тирмхарны. Хотя сведения о королевском статусе Ферадаха мак Росы отсутствуют в ирландских анналах, историки допускают возможность того, что он некоторое время мог владеть престолом Коннахтом между правлениями Эху Тирмхарны и его сына Аэда мак Эхаха.
Сам Маэл Котайд мак Маэл Умай также упоминается в королевском списке из «Лейнстерской книги». В этом историческом источнике сообщается, что он унаследовал престол после своего деда и правил королевством три года. Современные историки считают, что это свидетельство может соответствовать исторической действительности, но относят правление Маэл Котайда не к 550-м годам, а к первым годам VII века. Предполагается, что он мог незначительное время править Коннахтом в период между смертью в 601 или 602 году короля Уату мак Аэдо и восшествием на престол Колмана мак Кобтайга.
В анналах Маэл Котайд мак Маэл Умай упоминается только как король Уи Фиахрах. В записях о событиях 603 года сообщается о поражении коннахтцев в сражении при Эхросе (Орис Хеде) и о последовавшем за этим бегстве Маэл Котайда с поля боя. Победителем в битве назван правитель Кенел Кайрпри Колман. Вероятно, причиной вражды между коннахтцами и Северными Уи Нейллами, к которым принадлежал Колман, была борьба за контроль над торговым путём, проходившем через Слайго. Предполагается, что поражение при Эхросе не только привело к утрате септом Фир Хера контроля над долиной реки Мой, но и положило конец притязаниям его представителей на престол Коннахта.
О судьбе Маэл Котайда мак Маэл Умая после сражения при Эхросе в исторических источниках никаких сведений не сохранилось.